# (73277) 2002 JP58
(73277) 2002 JP58 – planetoida z pasa głównego asteroid okrążająca Słońce w ciągu 5,61 lat w średniej odległości 3,16 j.a. Odkryta 9 maja 2002 roku.